# Hollandrad

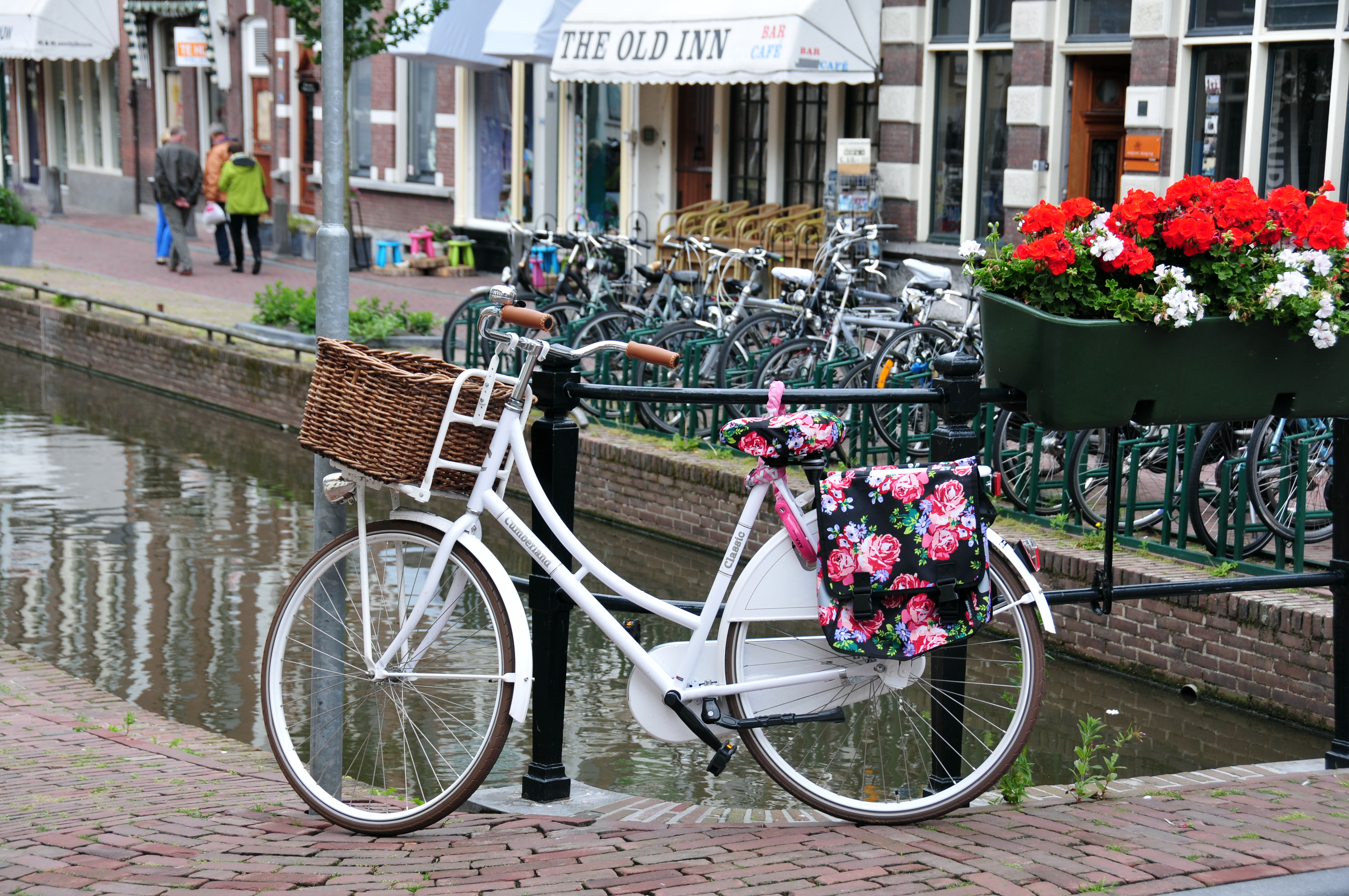
Hollandrad in Gouda auf einer Grachtenbrücke

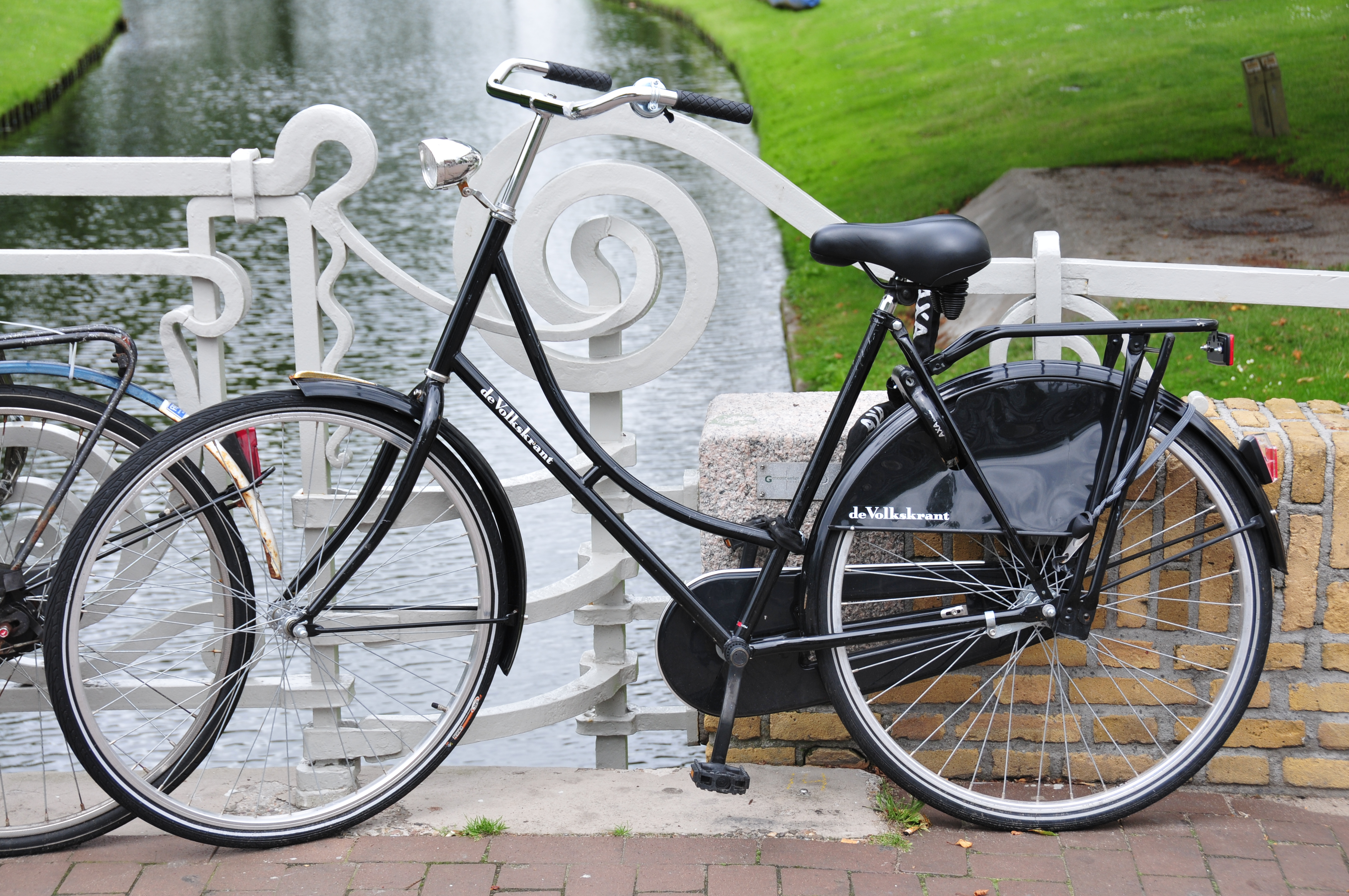
Typisches Damen-Hollandrad in Rotterdam

Als Hollandrad oder Hollandfahrrad bezeichnet man Tourenräder niederländischer Bauart, die sich insbesondere durch eine aufrechte Sitzposition des Fahrers auszeichnen und in dem Ruf stehen, besonders robust und qualitativ hochwertig zu sein. Charakteristisch sind Vollkettenschutz und Hinterrad-Seitenverkleidung.

## Typisierung
Hollandräder sind eine stabile und komfortable Fahrradgattung, die sich auch außerhalb der Niederlande großer Beliebtheit erfreut, in Deutschland insbesondere in den Städten und Gemeinden des Nordwestens und auf den friesischen Inseln. Im Unterschied zu herkömmlichen Tourenrädern ist das Design stark an jenes der historischen Tourenräder angelehnt. Auch einige konstruktive Details aus der Vergangenheit des Fahrradbaus, wie etwa gerade geschlitzte Gabelenden aus Rahmenrohr anstatt der üblichen Ausfallenden, findet man heutzutage nur noch an den Hollandrädern. Die Sitzposition und Körperhaltung ist anders als bei einem modernen Touren- bzw. Cityrad. Ursachen dafür sind der große Nachlauf des Hollandrads, der z. T. aufwändig gefederte Sattel sowie der nah am Körper positionierte Lenker.

## Geschichte

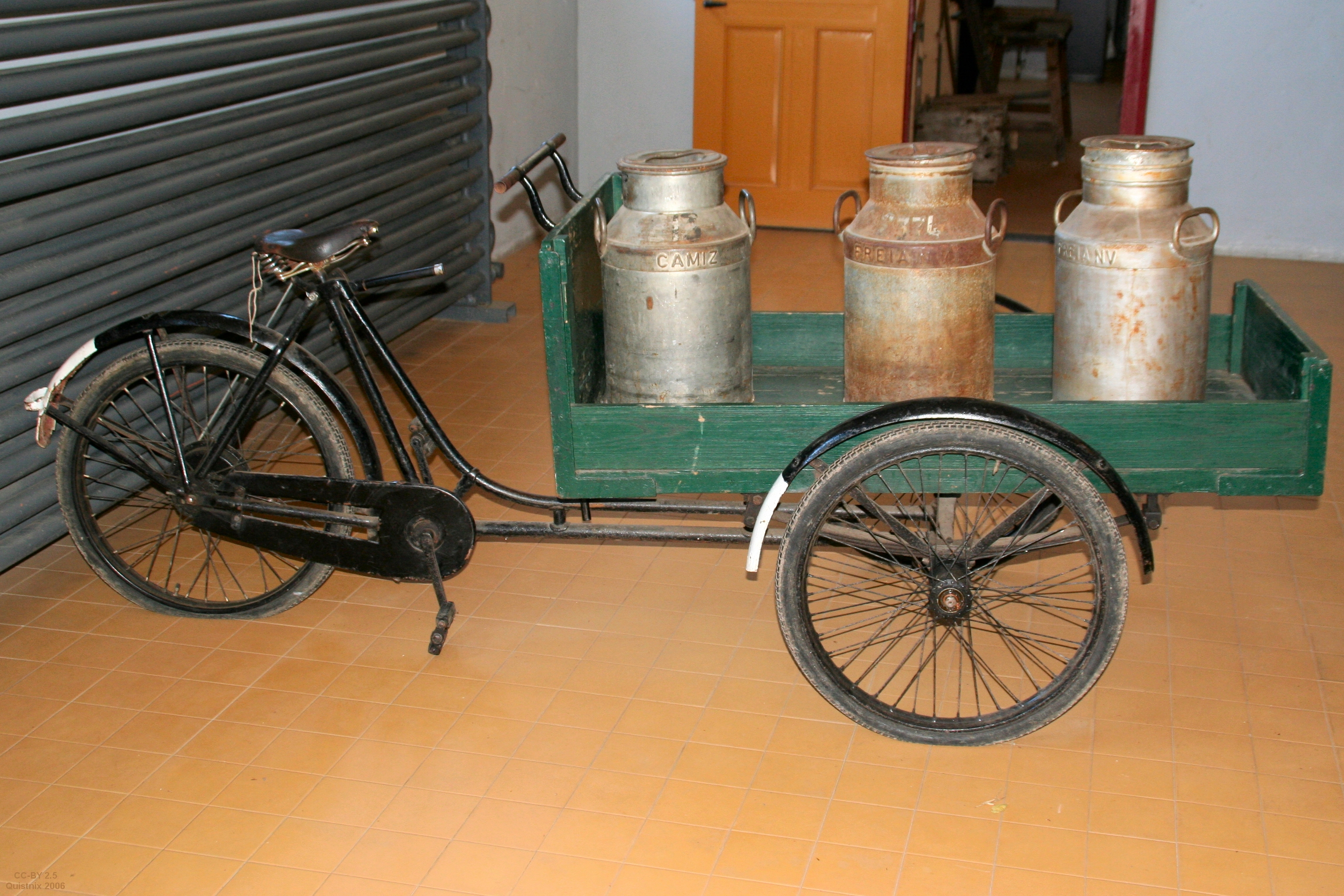
Ein holländisches Transportfahrrad

Am Anfang der Geschichte des Fahrrads in den Niederlanden stand der Import von Rädern aus den großen europäischen Ländern wie Frankreich, England und Deutschland, die mit ihren Entwicklungen den Weg des Fahrrades vorgaben. Eine eigene niederländische Fahrradproduktion begann erst 1869 mit der Werkstatt von Henricus Burgers aus Deventer, in den 1880er Jahren entstanden dann jedoch in schneller Folge weitere Hersteller. Die produzierten Räder lehnten sich dabei eng an das englische Vorbild an – das ursprüngliche Hollandrad war somit zunächst eine Kopie des englischen Fahrrades.
Das Prädikat Nederlandsch Fabrikaat kam erst in den 1920er Jahren auf, nachdem sich in der Fahrradform spezifisch niederländische Merkmale herauszubilden begannen. Kennzeichnend war dabei eine eher konservative Einstellung der niederländischen Hersteller, die weniger auf Innovationen als auf Qualität und Langlebigkeit setzten. Begünstigt wurde diese Entwicklung durch die niederländische Geographie mit ihrer ebenen Landschaft und das engmaschige, gut ausgebaute Straßennetz. Wichtig war darüber hinaus die große Akzeptanz des Fahrrades in der niederländischen Gesellschaft als alltägliches Transportmittel, und zwar nicht nur für Personen in Form von Stadträdern (niederländisch Stadsfiets oder Omafiets) – Vorläufer der heutigen City Bikes –, sondern auch für Waren in Form von Transporträdern (Niederländisch Bakfiets).

## Besonderheiten
Das typische Hollandrad mit seinem Anspruch an Stabilität, Wartungsarmut und hohen Komfort weist einige technische Besonderheiten auf, die sich bis heute erhalten haben:
- Der Rahmen des Damenrads hat oft die Form des sogenannten Hollandbogens (umgangssprachlich auch „Oma-Rahmen“ (niederländisch Omafiets) genannt), der sich durch ein gerades Unterrohr und ein einfach gebogenes, hochgezogenes Oberrohr auszeichnet. Das Herrenrad verwendet den typischen Diamantrahmen. Die Rahmenform des Damenfahrradrahmens wird auch als „Schwanenhals“ bezeichnet.

- Damen- und Herrenrad gemein ist der relativ flache Lenkkopfwinkel von zirka 65°, der einen hervorragenden Geradeauslauf bewirkt. Der Lenker selbst ist dabei relativ nah am Körper, wodurch sich eine nur gering geneigte, bequeme Sitzhaltung ergibt, die die Arme und Hände entlastet. Hinzu kommt meist ein stark gefederter Ledersattel.

- In den flachen Niederlanden hat es gedauert, bis Gangschaltungen in den Rädern Einzug hielten. Im Wesentlichen wurden dann Nabenschaltungen eingebaut, zu Anfang Fichtel-und-Sachs- oder Sturmey-Archer-Dreigangschaltungen. In den Niederlanden werden noch heutzutage viele Räder nur mit Eingangnabe und Rücktrittbremse ohne zusätzliche Handbremse, wie in Deutschland vorgeschrieben, verkauft. Auch die klassische Dreigangschaltung von Sturmey-Archer, heute firmiert unter Sun-Race, die ohne Spezialwerkzeug zerlegt werden kann und seit 1922 praktisch unverändert hergestellt wird, ist immer noch aktuell; jedoch sind heute die Drei-, Fünf- und Siebengang-Nabenschaltungen des Herstellers Shimano auf dem Vormarsch. Räder mit Nabenschaltung haben in den Niederlanden eine Freilaufnabe.

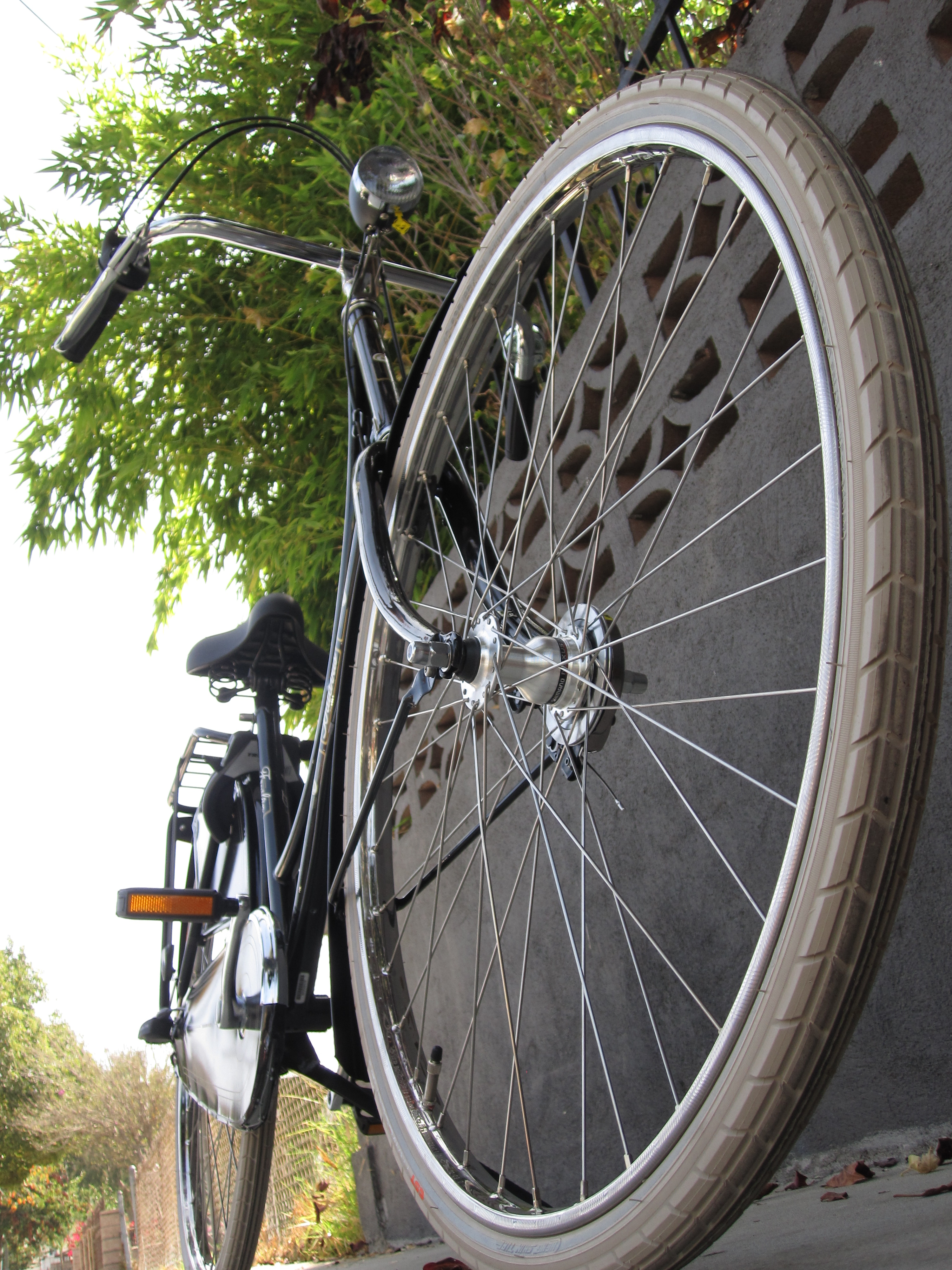
Hollandrad mit Reifengröße 40-635, Nexus-Nabe und Rollenbremse

- In den Niederlanden kommen oft Rollen- und Trommelbremsen an Vorder- und Hinterradnabe zum Einsatz, die teilweise per Stange statt per Seilzug bedient werden. Für den Export nach Deutschland bestimmte Hollandräder werden von den Herstellern jedoch meistens mit Rücktrittbremse ausgestattet. Eine von vielen als optimal empfundene Kombination aus vorderer Trommelbremse und Rücktrittbremse wird nur vereinzelt als Exportmodell angeboten, kann aber problemlos in Eigenregie nachgerüstet werden. Beim Eigenimport von Rädern mit Stangenbremse kann es bei kombinierten Mechaniken Probleme geben, da in Deutschland Vorder- und Hinterradbremse getrennt betätigbar sein müssen.

- Die Reifen- und Felgengröße der meisten Hollandräder ist 28" (28 Zoll), wobei dies zwei verschiedene Größen bedeuten kann:
  - 622 mm Felgendurchmesser (…–622 ETRTO), das weitverbreitete 28"-Standardmaß[3]
  - 635 mm Felgendurchmesser (37…42–635[4] ETRTO), eine heute vor allem bei Hollandrädern zu findende Größe, die ebenfalls als 28" bezeichnet wird. In dieser Größe gibt es nur noch eine beschränkte Auswahl an Reifen und Felgen.

- Der Dynamo dient bei vielen Hollandrädern nur der Stromversorgung des Scheinwerfers, während das Rücklicht mit Batterien betrieben wird. Diese Variante ist in den letzten Jahren zunehmend auch bei Modellen zu finden, die in Deutschland verkauft werden. Eine einfache Umrüstung auf ein dynamobetriebenes Rücklicht ist hier auch nicht möglich, da diese Hollandräder Nabendynamos mit 2,4 Watt Leistung statt 3 Watt besitzen. Eine Umrüstung würde somit auch den Austausch des Vorderrades erforderlich machen, obwohl die 2,4 Watt bei Verwendung von modernen LED-Lichtern bequem ausreichen.

- Eine weitere Besonderheit der Hollandräder ist der Gepäckträger. Während andere Fahrräder häufig einen metallischen Bügel besitzen, werden bei Hollandrädern typischerweise drei Gummibänder verwendet, die von der Radnabe des Hinterrades über den Gepäckträger gespannt sind. Die metallischen Bügel werden auch als Federklappen bezeichnet, die entweder fest ab Werk eingebaut sind oder auch nachgerüstet werden können.

- Für die Wartungsarmut der Hollandräder bedeutend ist zudem der geschlossene Kettenschutz, der traditionellerweise aus Moleskin hergestellt wird. Seit einigen Jahren werden neben dem klassischen Moleskinkettenschutz auch solche aus ABS-Kunststoff verbaut, die ohne großen Aufwand oder Werkzeugeinsatz demontiert werden können. Parallel zu dem Kettenschutz aus Stoff wurden früher auch Schutzkästen aus Stahlblech verbaut, deren Demontage und Montage deutlich einfacher durchzuführen waren. Aus Kostengründen, zumal sie in der Farbe des Rahmens lackiert waren, teilweise sogar mit Zierlinien in weißer oder goldfarbener Ausführung, sind sie wohl auch durch die einheitlichen Moleskinkästen ersetzt worden. Außerdem wurde bei geringer Kettenspannung, insbesondere auf schlechten Straßen, ein lautes Klappergeräusch erzeugt. Ihr Eigengewicht war außerdem deutlich höher. Klassische Moleskinbespannungen werden durch eine Kombination aus einem unterseitig montierten Stahldraht, der durch reißverschlussartige, wechselseitig ausgelegte Drahtösen geführt wird, und mehreren Druckknopfverschlüssen befestigt. Durch die auf Spannung montierte Verkleidung wird bei korrekter Montage eine glatte Oberfläche erreicht. Bedingt durch die Spannung reißt aber die Oberfläche bei mechanischer Verletzung leicht ein und ermöglicht eine Verschmutzung der Fahrradkette. Die Oberseite des klassischen Kettenkastens wird durch ein verchromtes Blechteil verstärkt. Bei sehr alten Rädern der gehobenen Preisklasse wurden besondere Moleskinschützer verbaut. Die Stoffstärke war deutlich dicker, die Drückverschlussknöpfe waren verstärkt, um auch nach vielen Jahren eine Demontage ohne Beschädigung der Bespannung zu ermöglichen. Die Unterseite war nicht mit der Draht-Metallring-Ausführung versehen, sondern mit zwei einvulkanisierten Hartgummileisten, die nach dem Nut-Feder-Prinzip durch ein Zusammenfügen wetterfest montiert waren. Die obere Abschlussleiste aus verchromtem Blech ist identisch mit den noch heute erhältlichen. Als Neuteil sind diese Ausführungen nur aus Altbeständen vereinzelt zu bekommen. Nach dem Demontieren des Moleskinmantels ist ein metallischer Rahmen zu sehen, der durch eine Halterung an der Hinterachse sowie eine Haltevorrichtung am Rahmen hinter dem Kettenblatt fest am Fahrradrahmen angeschraubt ist. Die Befestigungsteile sowie der Metallrahmen der Moleskinbespannung sind meistens verzinkt, um einen jahrelangen Korrosionsschutz zu erzielen. Man kann auch defekte Moleskin-Kettenkästen durch solche aus ABS-Kunststoff ersetzen. Es gibt Befestigungssätze mit den nötigen Anbauteilen im niederländischen Fachhandel. Sie passen oftmals sowohl für 28-Zoll als auch für 26-Zoll bereifte Fahrräder. Hinter dem Tretlagergehäuse ist auf der rechten Seite an der Gabelscheide entweder eine Halterung mit Schraubgewinde angelötet, um den Kettenkastenhalter fest an den Rahmen anzuschrauben, oder aber man montiert eine Universalbefestigung. Eine Umrüstung auf ABS-Schutzkästen erfolgt oftmals, um im Falle eines defekten Fahrradschlauches am Hinterrad Zeit zu sparen. Der ABS-Kasten besteht aus zwei bis drei Teilen, die mit nur vier Blechschrauben befestigt sind. Die obere und untere Hälfte des Kastens werden vorsichtig auseinandergezogen und von oben bzw. von unten über die Fahrradkette gestülpt. Dann werden die beiden Gehäusehälften ineinander gesteckt. Ein verzinktes Steckblech in T-Form wird mit der hohlen Ausbuchtung an der längeren Seite auf die gelöste Hinterachse geschoben. An den beiden kürzeren Seiten sind zwei Löcher gebohrt. Die obere und untere Gehäusehälfte werden über diese Bohrlöcher geschoben und verschraubt. Nun wird der Kettenkasten durch vorsichtiges Verschieben ausgerichtet, bis die Kette nicht mehr schleift. Abschließend wird die Hinterachsmutter fest angezogen. Mittlerweile kann man in Eigenregie die ABS-Kettenkästen in der Farbe des Rahmens lackieren. Dazu wird die Oberfläche entfettet, z. B. mit Bremsenreiniger, und mit Plastic Primer farblos grundiert. Danach wird eine Grundierung aufgebracht und abschließend mit einer Farbe nach Wahl endlackiert. Spezielle Ausführungen sind außen vollkommen geradflächig, um einen Werbetext oder ein Werbelogo auffällig zu platzieren.

## Hollandrad-Hersteller
Marktführer und mit Abstand größter niederländischer Fahrradhersteller ist die Firma Gazelle aus Dieren, gefolgt von Batavus. Weitere bekannte Hersteller sind Sparta und Union.
In jüngerer Zeit sind innovative Hollandradhersteller auf den Markt gekommen, die besonderen Wert auf höchste Qualität legen und auch Custom-Made Räder nach Kundenwunsch im Programm führen, wie z. B. Azor (Hoogeveen) und Workcycles (Amsterdam).
Es gibt noch eine Anzahl kleiner Spezialhersteller, die Lastenfahrräder oder Werksräder herstellen, z. B. Bakfiets.nl (produziert von Azor) und Nijland (klassisches „Bakfiets“-Lastenrad mit Blattfedern).